# Das letzte Problem (Film)
Das letzte Problem ist ein österreichischer Fernsehfilm aus der Landkrimi-Filmreihe aus dem Jahr 2019 von Karl Markovics mit Markovics und Stefan Pohl in den Hauptrollen. Am 13. Dezember 2019 wurde der Film auf DVD veröffentlicht. Die Erstausstrahlung im ORF erfolgte am 7. Jänner 2020.  Auf Arte wurde der Film erstmals am 31. Jänner 2020 gezeigt. Nach Alles Fleisch ist Gras (2014) ist dies der zweite Landkrimi aus Vorarlberg.

## Handlung
Im eingeschneiten und von der Umwelt abgeschnittenen Ferienhotel in Vorarlberg namens „Edelweiss“ (sic!) wird vom Zimmermädchen Lise Nader die Leiche des Hotelgastes Albert Hefenstein, eines Meeresbiologen, in einem von innen verschlossenen Zimmer gefunden. Er wurde mit einem Messer erstochen. Kurz vor seinem Tod hatte Hefenstein zusammen mit einem anderen Hotelgast das Aquarium in der Hotellobby betrachtet und über das hohe Sehvermögen der Goldfische sinniert. Wenn es Geister gebe, so würden vielleicht nur die Goldfische sie sehen, er aber nicht.
Die Hoteldirektorin Beate Riegler möchte die Sache möglichst unter den Teppich kehren, allerdings weiß in Kürze das gesamte Hotel Bescheid. Unter den Hotelgästen findet sich Jonas Horak, der angibt, ein Kommissar von der Kriminalpolizei aus Wien zu sein und mit seinem mitgereisten Assistenten Freitag Ermittlungen aufnimmt. Sie befragen alle Gäste und Angestellten, darunter Hoteldirektorin Riegler und ihren Bruder Franz, der stiller Teilhaber des Hotels ist. Sie geben sich gegenseitig ein Alibi für den Tatzeitpunkt.
Horak verdächtigt Herrn Marxer des Mordes, weil er als einziger Hotelgast versucht hatte, zu Fuß ins Tal zu gelangen, aufgrund des Schneesturms jedoch umkehren musste. Er saß bereits im Gefängnis. Marxer gibt an, die Tatnacht mit Karin Sessler – einer verwitweten ehemaligen Schweizer Direktorin des Bankhauses Sessler & Sessler und Stammgast im Hotel – verbracht zu haben. Von Sessler erfährt Horak, dass das Hotel hoch verschuldet ist. Schließlich wird mit Karin Sessler ein zweiter Hotelgast ermordet, und erneut findet das Zimmermädchen die Leiche in einem von innen versperrten Zimmer. Auf Horaks Frage nach den beiden Opfern erzählt ihm Natalie Riegler, Tochter der Hoteldirektorin, dass sie sich nicht für die Gäste und das Hotel interessiert und sie es nicht übernehmen wolle.
Während Horak und Freitag weiter ermitteln, kommt aus dem Dorf die Polizistin Sophie Landner mit Schneeschuhen angestapft. Als die Dorfpolizistin Horak nach seinem Ausweis fragt, gibt er an, diesen nicht bei sich zu haben. Landner sagt, sie sei am Vortag um 16:50 über den ersten Mordfall telefonisch benachrichtigt worden, wegen der Lawinengefahr konnte sie aber erst am Folgetag aufsteigen. Laut Horak hat das erste Opfer um diese Zeit aber noch gelebt, wegen des Schneesturms waren die Internet- und Telefonverbindung bereits eine halbe Stunde unterbrochen. Er vermutet daher einen Scherzanruf. Auf die Frage, wie es möglich ist, dass in beiden Fällen die Zimmer von innen verschlossen waren, erklärt die Hoteldirektorin, dass ein Verlassen über die Balkontür möglich ist, wobei sich diese nach dem Schließen von außen versperrt. Der Mörder ist demnach jeweils über die Balkontür geflohen.
Horak erzählt Polizistin Landner zunächst, dass er beim Bundeskriminalamt in Wien arbeitet und hier seinen Urlaub verbringt. Aufgrund ihrer skeptischen Nachfrage revidiert er später seine Aussage und gibt an, aus gesundheitlichen Gründen im Vorruhestand zu sein. Daraufhin befragt ihn Landner nach den Tabletten, die sie in seinem Zimmer gefunden hatte. Als Landner ihm die Zimmerschlüssel abnehmen möchte, damit er sich ausruhen kann und sie dafür sorgen kann, dass er dabei nicht gestört wird, überwältigt er sie, knebelt sie und fesselt sie mit ihren Handschellen. Er nimmt ihr die Dienstwaffe ab und gibt diese Freitag.
Nachdem sich alle Hotelgäste und Angestellten in der Lobby versammelt haben, erklärt Horak, die Fälle aufzulösen. Die Tatwaffe, ein Messer, wurde im Zimmer des ersten Opfers versteckt, nachdem es bereits von ihm und Freitag durchsucht worden war. Horak zufolge könnte das erste Opfer ein Konto bei jener Bank gehabt haben, die das zweite Opfer geleitet hatte und bei der die Hoteldirektorin hoch verschuldet ist. Horak ist der Meinung, dass dies alles kein Zufall sein könne und Franz Riegler seine Schwester deckt.
Währenddessen schafft es Landner, sich zu befreien, nachdem Horak und Freitag die Schlüssel für die Handschellen nicht mitgenommen hatten und Freitag die Waffe hatte liegen lassen. Immer deutlicher wird, dass Freitag nur in der Vorstellung Horaks existiert. Horak wird von Landner mithilfe des Hausmeisters Schwingenschlögel festgenommen und mit Handschellen ans Bett gefesselt. Als er wieder aufwacht, erklärt ihm Freitag, dass Horak den Fall gelöst habe. Demnach habe der Täter selbst bereits vor dem ersten Mord die Polizei alarmiert. Horak versteht die Welt nicht mehr, er gibt an, weder zu wissen, wer der Täter war, noch warum er mit Handschellen ans Bett gefesselt ist. Freitag gesteht Horak, die beiden Morde begangen zu haben, aber Horak sei ihm auf die Schliche gekommen. Das letzte Problem, das es zu lösen gilt, sei die Zimmernummer von Freitag. Wenn er wisse, warum er diese nicht weiß, sei das letzte Problem gelöst. Er reicht Horak Tabletten, die dieser zu sich nimmt. Landner kommt hinzu, nimmt ihm diese wieder weg und sorgt dafür, dass Horak die schon verschluckten Tabletten erbricht. Auf Horaks Frage nach Freitag antwortet Landner (die naturgemäß nichts von Freitag weiß), dass erst Donnerstag sei.
Nach Ende des Schneesturms reisen alle Hotelgäste ab. Horak fordert Landner auf, Freitag festzunehmen, weil dieser alles gestanden habe. Freitag stehe neben ihm, obwohl niemand zu sehen ist. Landner erklärt Horak, dass sein Wagen nach Wien warte, er sei wieder in Dienst gestellt. Horak wird zu einem wartenden Streifenwagen geleitet und von der Polizei abtransportiert.
Kurz darauf sitzt ein zeitunglesender Gast vor dem Aquarium in der leeren Hotellobby. Er senkt die Zeitung – es ist Freitag, der offenbar immer noch anwesend ist, obwohl Horak längst weggebracht wurde. Hinter ihm betritt Landner die Lobby und sieht sich noch einmal um. Als die Polizistin den Raum verlässt, steht Freitag auf und folgt ihr. Dann beginnt der Abspann.

## Produktion
Die Dreharbeiten fanden vom 12. November bis zum 13. Dezember 2018 in Vorarlberg statt, Drehort war Zürs. Produziert wurde der Film von der Superfilm, beteiligt waren der Österreichische Rundfunk und Arte, unterstützt wurde die Produktion vom Land Vorarlberg.
Für das Kostümbild zeichnete Caterina Czepek verantwortlich, für das Szenenbild Andreas Sobotka und für den Schnitt Alarich Lenz.
Im Wiener Landkrimi Achterbahn spielte Stefan Pohl den Assistenten von Tobias Moretti, in Das letzte Problem ist er der Assistent des von Karl Markovics gespielten Ermittlers. Daniel Kehlmann zeichnete erstmals für ein Original-Drehbuch verantwortlich.

## Rezeption
Karl Gedlicka schrieb auf DerStandard.at, dass der Film, der als klassisches Whodunit beginnt, bis zum Schluss überzeuge. Der Film steuere wiederholt das Offensichtliche an, um dann mit Gewinn neben der Spur zu fahren. Das Chanson La Mer würde man nach diesem „Gustostück unter den Landkrimis“ jedenfalls künftig mit ganz anderen Ohren hören. Horak erinnere an Agatha Christies Hercule Poirot, Horaks Gehilfe Freitag an Watson.
Volker Bergmeister bezeichnete den Film auf tittelbach.tv als „kniffliges Krimi-Kammerspiel“ und schrieb: „Was als Whodunit-Krimi beginnt, der Erinnerungen an große Agatha-Christie-Mörderpuzzle weckt, wird zur schrägen Mischung aus Krimikomödie und Schizo-Drama mit grotesk-überhöhten Situationen, einem Schuss Ironie, viel Atmosphäre und reichlich Spannung.“
Die Erstausstrahlung im ORF am 7. Jänner 2020 wurde von bis zu 822.000 und durchschnittlich 788.000 Sehern verfolgt, der Marktanteil lag bei 24 Prozent.

## Auszeichnungen und Nominierungen
Romyverleihung 2020
- Auszeichnung in der Kategorie Beste Bildgestaltung TV-Fiction (Leena Koppe)[8]
- Nominierung in der Kategorie Bestes Buch TV-Fiction (Daniel Kehlmann)[9]

Fernsehfilmfestival Baden-Baden 2020
- Nominierung für den Fernsehfilmpreis der Deutschen Akademie der Darstellenden Künste 2020 und den 3satZuschauerpreis[10][11]